# Windows Live Expo
Windows Live Expo（ウィンドウズ ライブ エクスポ）とは、Windows Live のサービスの1つである。2008年7月末をもってサービスが停止された。
- 現在、日本語版の提供はない。
- コードネームは、Fremont。

## 特徴
Windows Live Expoは、買うことも、売ることも、交換することも無料でできるサービスである。
また、Windows Live Expoは、サービスや商品を次のようなカテゴリに分けている。
- 自動車
- イベント
- 住宅
- 仕事探し
- 商品
- 人
- ペット
- サービス

## 機能
Windows Live Expoでは、次の機能がある。
- サービスや商品を売買したり、交換することができる。
- サービスや商品を売買したり、交換する際、コンタクトを取り合うまでは、匿名でメッセージを受信できる。
- 地域や郵便番号を選択し、それに符合するサービスや商品を表示する。
- 表の作成ができる。

## 他のWindows Liveサービスとの連携
- 利用するには、Windows Live IDが必要である。
- Windows Live Messengerを使って、コンタクトを取り合うことができる。
- Windows Live Mapsを使って位置情報を表示する
- Windows Live GalleryよりWindows Vista用のガジェットを入手できる。